# 橋本みのり
橋本 みのり（はしもと みのり、1985年10月17日 - ）は、元ZIP-FMのミュージック・ナビゲーター。サンディ所属。

## 人物
埼玉県所沢市出身。8歳から12歳まではオランダのアメリカンスクールで過ごす。立教大学観光学部卒。
第18回ZIP-FMミュージック・ナビゲーターコンテストでグランプリ受賞。2013年より同局のDJとなる。
2019年4月に一般男性と入籍し、出産と育児のため2019年6月上旬で担当番組「bloomy*」を降板した。
2023年2月14日に、3月22日から開局するインターネット放送局のHeart FMのナビゲーター（DJ）として名前が発表された。

## 担当番組

### 現在
Heart FM
- HEARTFUL SHUFFLE（2023年3月28日 - 2023年12月29日 、火曜日 14:00-15:50、2024年8月7日-2025年3月26日、水曜日 14:00-15:55、2025年4月2日-、水曜日14:00-15:50)
- MORNING BEAT（2023年3月22日 - 2024年2月29日、2024年3月22日 - 、番組コーナー「平成観光 TODAY'S TOY BOX」内「ノー元気」担当）

### 過去
ZIP-FM
- PEACHY.（2011年4月 - 2018年3月、月曜日〜木曜日 9:00 - 12:00)
- bloomy*（2018年4月 - 2019年6月、月曜日〜木曜日 13:00 - 15:00)

MUSIC BIRD
- まほろばステーション（土曜日 24:00 - 29:00）

エフエム仙台
- MUSIC STREAM（日曜日 18:30 - 18:55）

TJS LA日本語放送
- SAMURAI DRIVE アシスタントDJ

InterFM
- UP's BEAT（月・火曜日　18:00～18:55）

## ラジオCM
TOKYO FM
- 東芝ギガビート

J-WAVE
- フィラデルフィアクリームチーズ

## ボイスオーバー
TBS
- ビリー・ジョエルミュージカル“ムーヴィン・アウト”特集
- 青木裕子のパリ・スウィーツ紀行